# Scogli Castelluccio
Gli Scogli Castelluccio sono delle isole dell'Italia site nel mar Ionio, in Sicilia.
Amministrativamente appartengono al comune di Siracusa.
Si trovano a nord di punta Castelluccio, vicino al golfo di Siracusa.